# アラン・マック
アラン・マック（麦兆輝、1965年1月1日 - ）は、香港の映画監督、脚本家、映画プロデューサーである。

## フィルモグラフィー

### 長編映画
- 『曖昧な週末』（1999年） - 監督
- 『エンドレス・アフェア』（2000年） - 監督・脚本
- 『ファイナル・ロマンス』（2001年） - 監督
- 『インファナル・アフェア』（2002年） - 監督・脚本
- 『インファナル・アフェア 無間序曲』（2003年） - 監督・脚本
- 『インファナル・アフェアIII 終極無間』（2003年） - 監督・脚本
- 『頭文字D THE MOVIE』（2005年） - 監督
- 『傷だらけの男たち』（2006年） - 監督・脚本
- 『大捜査の女』（2008年） - 監督・脚本
- 『盗聴犯 死のインサイダー取引』（2009年） - 監督・脚本
- 『ジ・エレクション 仁義なき黒社会』（2010年） - 製作
- 『三国志英傑伝 関羽』（2011年） - 監督・脚本
- 『盗聴犯 狙われたブローカー』（2011年） - 監督・脚本
- 『サイレント・ウォー』（2012年） - 監督・脚本
- 『インターセプション 盗聴戦』（2014年） - 監督・脚本
- 『ミッション:アンダーカバー』（2017年） - 監督

### オムニバス映画
- 『1:99 電影行動』（2003年） - 監督